# Haüyne
L'haüyne (simbolo IMA: Hyn), chiamata in precedenza hauyn, è un minerale piuttosto raro della classe dei minerali "silicati e germanati" con la composizione Na5-6Ca2[(SO4,Cl)2|Al6Si6O24] ed è quindi chimicamente un alluminosilicato di sodio-calcio con [SO4]2− e cloruro come anioni aggiuntivi. Appartiene ai feldspatoidi e in particolare al gruppo della sodalite; strutturalmente è un tectosilicato.

## Etimologia e storia
L'haüyne fu scoperta per la prima volta da Giuseppe Gismondi (1762-1824) sul lago di Nemi (nel Lazio) e descritto come latialite nel 1803 in un trattato mineralogico presentato il 2 giugno 1803 all'Accademia dei Lincei di Roma. Gismondi passò il suo trattato allo studioso danese Tønnes Christian Bruun-Neergaard (1776-1824), che pubblicò i suoi risultati nel Journal des Mines (1807). Dal momento che a quel tempo era di solito rifiutata la pratica di nominare i minerali con il nome del loro primo luogo di scoperta e che il nuovo minerale era già stato trovato sul Monte Somma, Bruun-Neergaard propose che fosse chiamato hauyne (oggi corretto: haüyne) in onore del mineralogista francese René Just Haüy (1743-1822).

## Classificazione
Nella Sistematica dei lapis (Lapis-Systematik) di Stefan Weiß l'haüyne si trova nella classe dei "tectosilicati", dove forma il "gruppo della sodalite" insieme a bicchulite, hydrosodalite, kamaishilite, lazurite, nosean, sodalite, tsaregorodtsevite, tugtupite e vladimirivanovite.
La 9ª edizione della sistematica minerale di Strunz, valida dal 2001 e aggiornata dall'Associazione Mineralogica Internazionale (IMA) fino al 2009, elenca l'haüyne nella classe "9. Silicati (germanati)" e nella sottoclasse "9.F Tettosilicati senza H2O zeolitica"; questa è ulteriormente suddivisa in base all'eventuale presenza di anioni aggiuntivi, in modo che il minerale possa essere trovato in base alla sua composizione nella sezione ""9.FB Tettosilicati con anioni aggiuntivi", dove forma il sistema nº 9.FB.10. Tale classificazione viene mantenuta invariata anche nell'edizione successiva, proseguita dal database "mindat.org" e chiamata Classificazione Strunz-mindat.
Anche la sistematica dei minerali secondo Dana, che viene utilizzata principalmente nel mondo anglosassone, classifica l'haüyne nella classe dei "silicati e germanati" e lì nella sottoclasse dei "tectosilicati: reticoli Al-Si". Qui si trova insieme a sodalite, nosean, lazurite, bicchulite, kamaishilite, tugtupite e tsaregorodtsevite nel "gruppo della sodalite" con il sistema nº 76.02.03 all'interno della sottodivisione "Tectosilicati: reticoli Al-Si, rappresentanti feldspatici e specie affini".

## Abito cristallino
L'haüyne cristallizza nel sistema cubico nel gruppo spaziale P43n (gruppo nº 218) con il parametro del reticolo a = 9,12 Å e una unità di formula per cella unitaria.

## Proprietà

### Morfologia
In generale, l'haüyne si presenta come grani molto piccoli (circa 1-2 mm), incorporati e arrotondati. Cristalli completamente formati oltre i 5 mm si trovano molto raramente. Il colore è prevalentemente blu e ha lucentezza simile al vetro. In rari casi, tuttavia, sono state trovate anche haüyne bianche, marroni, gialle, grigie, verdi, verde-blu e rosso-arancio.

### Proprietà chimiche e fisiche
L'haüyne è un membro del gruppo Sodalite e appartiene ai Foids. Il minerale è da trasparente a traslucido, ha una durezza Mohs da 5,5 a 6 e una densità di 2,4 g/cm³. La composizione chimica dell'haüyne è difficile da determinare, in quanto si tratta per lo più di cristalli misti complessi tra diversi membri del gruppo della sodalite (principalmente sodalite, nosean e lazurite). Per questo motivo, diverse formule chimiche sono menzionate in letteratura, e fonti più recenti le danno idealizzate come Na3Ca(Si3Al3)O12(SO4).
Occasionalmente, la fluorescenza rosso-arancio o rosa-viola appare sotto la luce ultravioletta a onde lunghe.

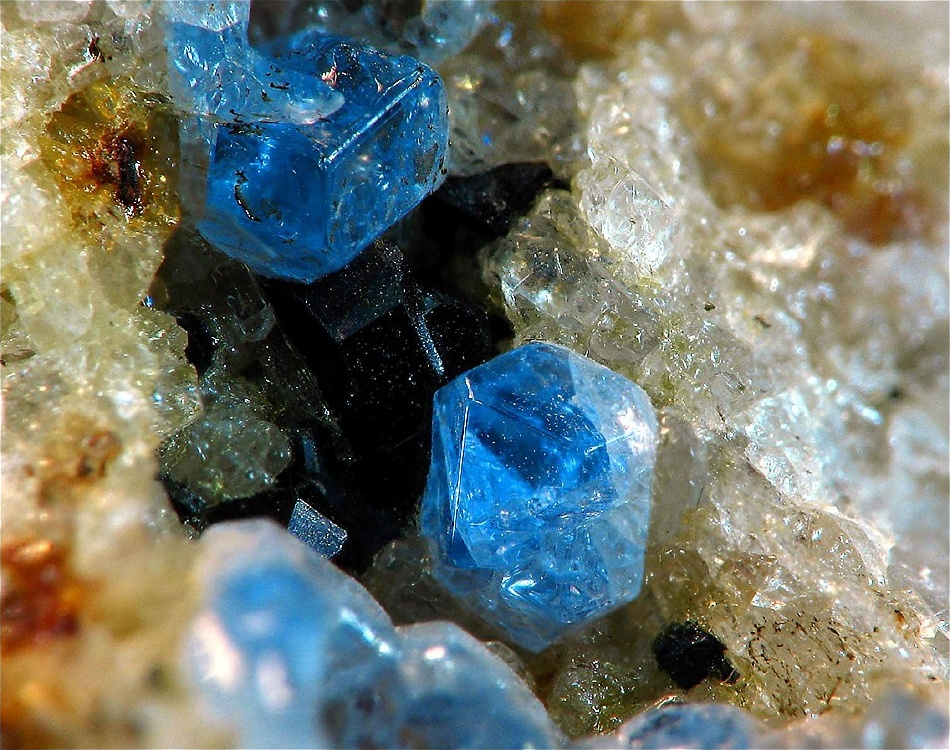
Cristalli di haüyne rinvenuti nell'area vulcanica presso il lago Laacher nell'Eifel, (Renania-Palatinato, Germania)
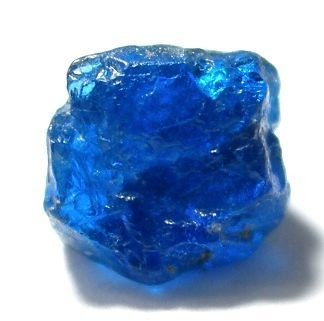
Esemplare di haüyne trovato presso Mayen (Germania)
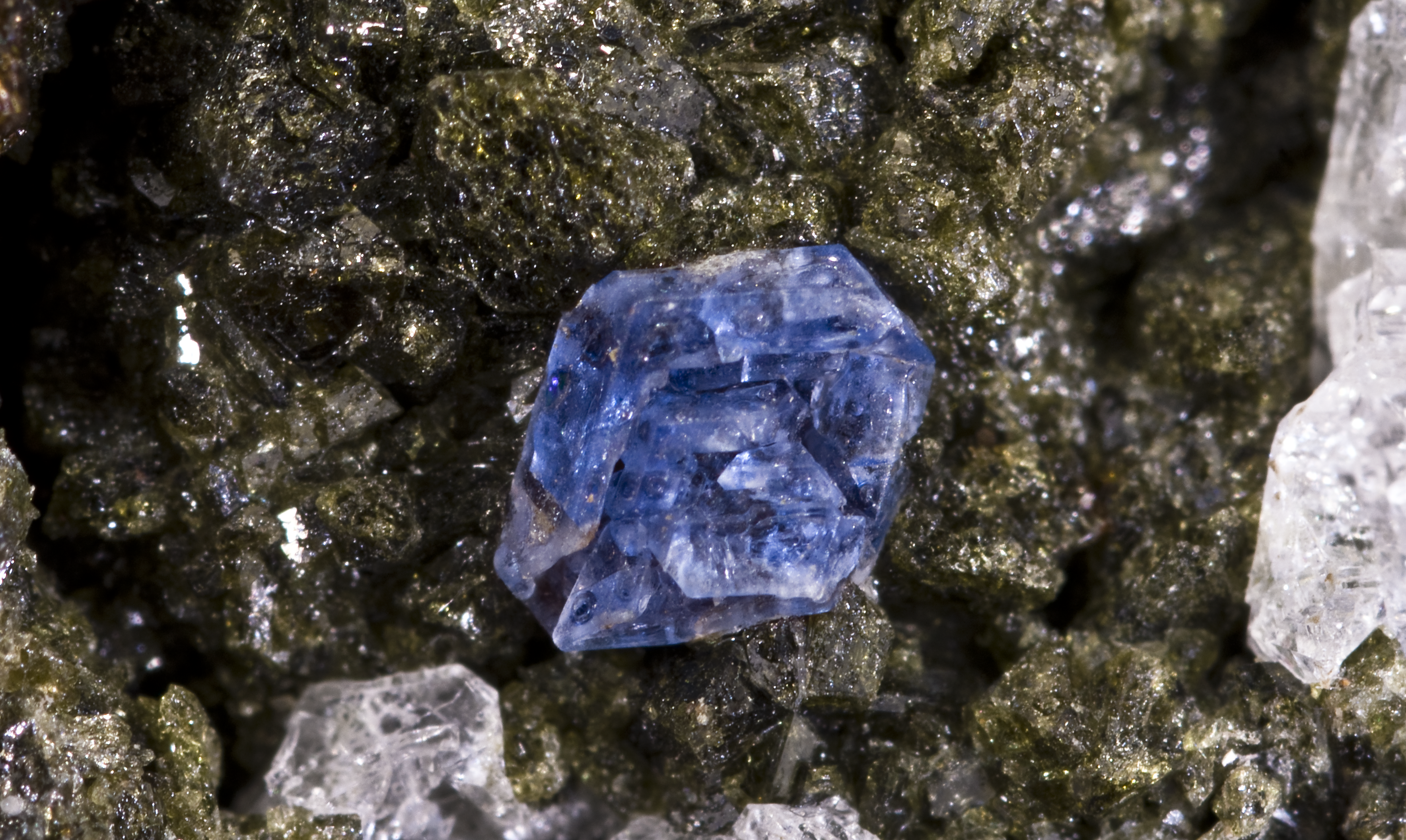
Esemplare di haüyne trovato sul monte Somma (Campania, Italia

In sezione sottile, l'haüyne è di solito incolore e spesso idiomorfa; solo nelle rare rocce profonde contenenti haüyne sono più comuni le formazioni xenomorfe. L'haüyne (ma anche il correlato nosean) ha escrezioni di ossidi di ferro a grana molto fine, che si trovano in particolare nel nucleo del cristallo e/o nelle zone esterne. Sotto polarizzatori incrociati, il minerale rimane scuro.

## Origine e giacitura
L'haüyne si forma in vulcaniti sottosature di SiO2 (povere di silicio, alcaline) durante la fase tardiva della sequenza di differenziamento magmatico. Durante le eruzioni vulcaniche esplosive, viene espulso dalle profondità della crosta terrestre. Il fallout contiene cenere vulcanica, pomice, tufo e scorie. I minerali di accompagnamento includono andradite contenente titanio, apatite, augite, biotite, leucite, melilite, nefelina, flogopite e sanidino.
Le pietre “nobili”, cioè quelle utilizzabili nell'industria della gioielleria e che possono essere sfaccettate, si trovano principalmente negli strati di cenere e pomice che ricoprono l'area intorno al Laacher See vicino a Mendig e Nickenich nell'Eifel vulcanico. Il più grande cristallo di Haüyn finora conosciuto, con un diametro di circa 3,2 centimetri, è stato trovato anche da un collezionista per hobby nell'Eifel all'inizio di ottobre 2012 ed è in possesso dell'Università di Freiberg dall'inizio del 2013. Il cristallo è attualmente esposto nella Casa Krüger nella mostra "Minerali tedeschi" della fondazione "Collezione mineralogica Germania".
Oltre all'Eifel, altri siti ben noti in Germania includono Hochkopf e Hirzberg nella Foresta Nera, nonché diversi siti sul Kaiserstuhl nel Baden-Württemberg, la cava "Roßberg" vicino a Roßdorf nell'Odenwald dell'Assia.
In Austria, l'haüyne è stata finora trovata solo sul Pauliberg e sullo Stradner Kogel, mentre in Svizzera il minerale è stato finora rinvenuto solo da Beringen e Reiat nel Canton Sciaffusa.
In Italia l'haüyne è stata trovata nei proietti dei vulcani del Lazio (Nemi, Albano, Sacrofano, Gradoli), sul Monte Somma-Vesuvio e sul Monte Vulture (presso l'abitato di Melfi).
I siti sparsi per il mondo includono Badakhshan (in Afghanistan), Armenia, Tasmania, Itaju do Colônia nello stato brasiliano di Bahia, Sumaco e Pan de Azúcar nella provincia del Napo (Ecuador), Nunavut e Québec in Canada, Alvernia-Rodano-Alpi in Francia e la colonia francese di Tahiti, Kangerlussuaq in Groenlandia, Los Arcipelago in Guinea, le regioni settentrionali della Russia, Dalarna e Uppland in Svezia, le Isole Canarie e la Catalogna in Spagna e in diversi Stati degli Stati Uniti.

## Utilizzi
Sebbene l'haüyne sia stata trovata per la prima volta in Italia, il miglior esemplare di qualità di pietra preziosa e il ricercato colore blu neon provengono principalmente dall'Eifel. È nota anche haüyne bianca, grigia, gialla, verde, viola o rossa. L'haüyne rinvenuta nella pomice è più luminosa e più piccola (da 1 a 2 mm) rispetto ai lapilli basaltici (< 5 mm).
Solo i cristalli di haüyne trasparenti, impeccabili e dai colori intensi vengono tagliati e trasformati in pietre preziose. Tuttavia, a causa della completa sfaldatura in diverse direzioni assiali del cristallo, la pietra reagisce in modo molto sensibile a tutti i tipi di pressione (molatura, presa, pulizia a ultrasuoni) e agli sbalzi di calore (saldatura, faretti). Il valore di una haüyne sfaccettata aumenta quanto più è grande l'esemplare considerato.